# Gonthier-Frédéric-Charles Ier de Schwarzbourg-Sondershausen
Titre
Prince de Schwarzbourg-Sondershausen
14 octobre 1794 – 19 août 1835
(40 ans, 10 mois et 5 jours)
Gonthier-Frédéric-Charles Ier est un prince de la maison de Schwarzbourg né le 5 décembre 1760 à Sondershausen et mort le 22 avril 1837 dans cette même ville. Il règne sur la principauté de Schwarzbourg-Sondershausen de 1794 à 1835.

## Biographie
Gonthier-Frédéric-Charles Ier est le fils aîné du prince Christian-Gonthier III de Schwarzbourg-Sondershausen et de son épouse Charlotte-Wilhelmine d'Anhalt-Bernbourg. Il succède à son père à la tête de la principauté de Schwarzbourg-Sondershausen à sa mort, le 14 octobre 1794.
Après la dissolution du Saint-Empire romain germanique, Gonthier-Frédéric-Charles Ier rejoint la confédération du Rhin en 1806. En 1815, sa principauté adhère à la Confédération germanique. Le prince abdique deux ans avant sa mort au profit de son seul fils, Gonthier-Frédéric-Charles II de Schwarzbourg-Sondershausen.

## Mariages et descendance
Le 23 juin 1799, Gonthier-Frédéric-Charles Ier épouse Caroline (uk) (1774-1854), fille du prince Frédéric-Charles de Schwarzbourg-Rudolstadt. Ils ont deux enfants :
- Émilie Frédérique Caroline (de) (1800-1867), épouse en 1820 le prince Léopold II de Lippe ;
- Gonthier-Frédéric-Charles II de Schwarzbourg-Sondershausen (1801-1889), prince de Schwarzbourg-Sondershausen.